# وبکی ماوه
وبکی ماوه (به لاتین: Łebki Małe) یک روستا در لهستان است که در گمینا گرابووو واقع شده‌است. وبکی ماوه ۵۷ نفر جمعیت دارد.